# Okres Bydhošť

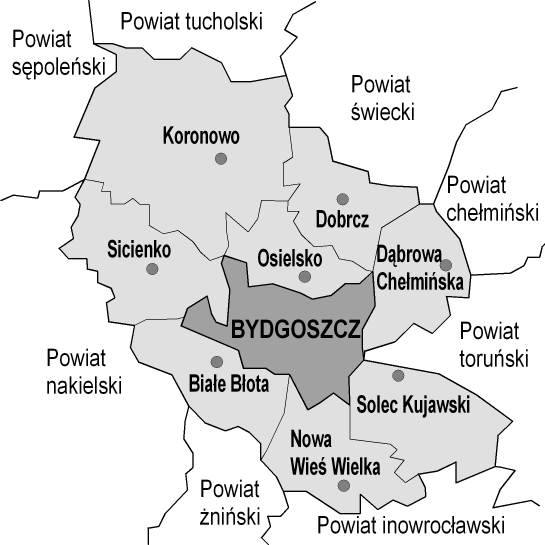
mapa okresu

Okres Bydhošť (Bydgoszcz; polsky Powiat bydgoski) je okres v polském Kujavsko-pomořském vojvodství. Rozlohu má 1394,8 km² a v roce 2020 zde žilo 120 432 obyvatel. Sídlem správy okresu je město Bydhošť, které však není jeho součástí, ale tvoří samostatný městský okres.

## Gminy
Městsko-vesnické:
- Koronowo
- Solec Kujawski

Vesnické:
- Białe Błota
- Dąbrowa Chełmińska
- Dobrcz
- Nowa Wieś Wielka
- Osielsko
- Sicienko

## Města
- Koronowo
- Solec Kujawski

## Sousední okresy
| Růžice kompasu | Sępólno | Tuchola       | Świecie | Růžice kompasu |
| Růžice kompasu | Nakło   | Sever         | Chełmno | Růžice kompasu |
| Růžice kompasu | Nakło   | Okres Bydhošť | Chełmno | Růžice kompasu |
| Růžice kompasu | Nakło   | Jih           | Chełmno | Růžice kompasu |
| Růžice kompasu | Żnin    | Inowrocław    | Toruň   | Růžice kompasu |